# Marie Steffen
Marie Steffen (* 2. März 2001 in Oldenburg (Oldb)) ist eine deutsche Handballspielerin, die für den deutschen Bundesligisten VfL Oldenburg aufläuft.

## Karriere

### Im Verein
Steffen erlernte das Handballspielen beim VfL Oldenburg. Mit der B-Jugend des VfL wurde sie 2015 deutsche Vizemeisterin. Weiterhin lief die Kreisspielerin mit Oldenburg in der A-Juniorinnen Bundesliga auf. Im Erwachsenenbereich lief sie anfangs mit der 2. Damenmannschaft in der 3. Liga auf. Am 18. März 2018 gab sie gegen die HSG Bensheim/Auerbach ihr Debüt in der Oldenburger Bundesligamannschaft. Im selben Jahr gewann sie mit der Mannschaft den DHB-Pokal. Nachdem Steffen anschließend sporadisch in der Bundesligamannschaft eingesetzt wurde, gehört sie seit der Saison 2019/20 fest dem Bundesligakader an. 2022 stand sie erneut mit Oldenburg im Endspiel um den DHB-Pokal, das die Mannschaft mit 30:40 gegen die SG BBM Bietigheim verlor.

### In Auswahlmannschaften
Steffen lief für die Landesauswahl des Niedersächsischen Handball-Verbandes auf. Beim DHB-Länderpokal 2018, dem Abschlussturnier der Landesauswahlmannschaften, belegte sie mit ihrer Auswahlmannschaft den vierten Platz. Ende 2022 und Anfang 2023 wurde sie erstmals zu Lehrgängen der Frauen A-Nationalmannschaft berufen. Steffen gab am 24. Oktober 2024 ihr Länderspieldebüt für die deutsche A-Nationalmannschaft.